# Jüdischer Friedhof Bochum

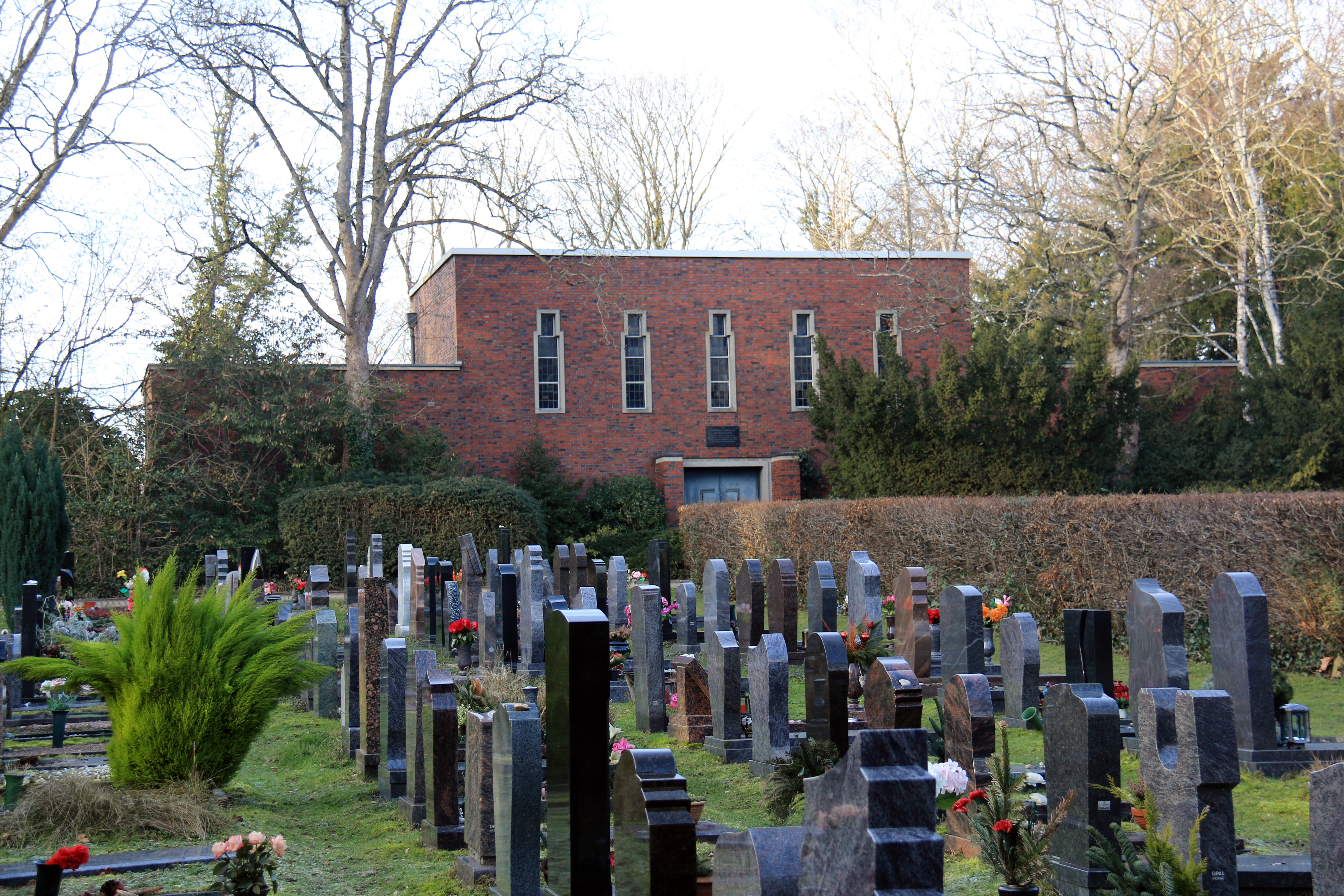
Jüdischer Friedhof und Trauerhalle, 2021

Der Jüdische Friedhof Bochum befindet sich an der Wasserstraße im Stadtteil Wiemelhausen von Bochum als Teil des dortigen Kommunalfriedhofes. Dort befinden sich auch Grabsteine der drei früheren jüdischen Friedhöfe. Mit Grabmalen aus einem Zeitraum von zweieinhalb Jahrhunderten stellt er eine wichtige Quelle für die Geschichte des Bochumer Judentums dar.

## Vorgeschichte

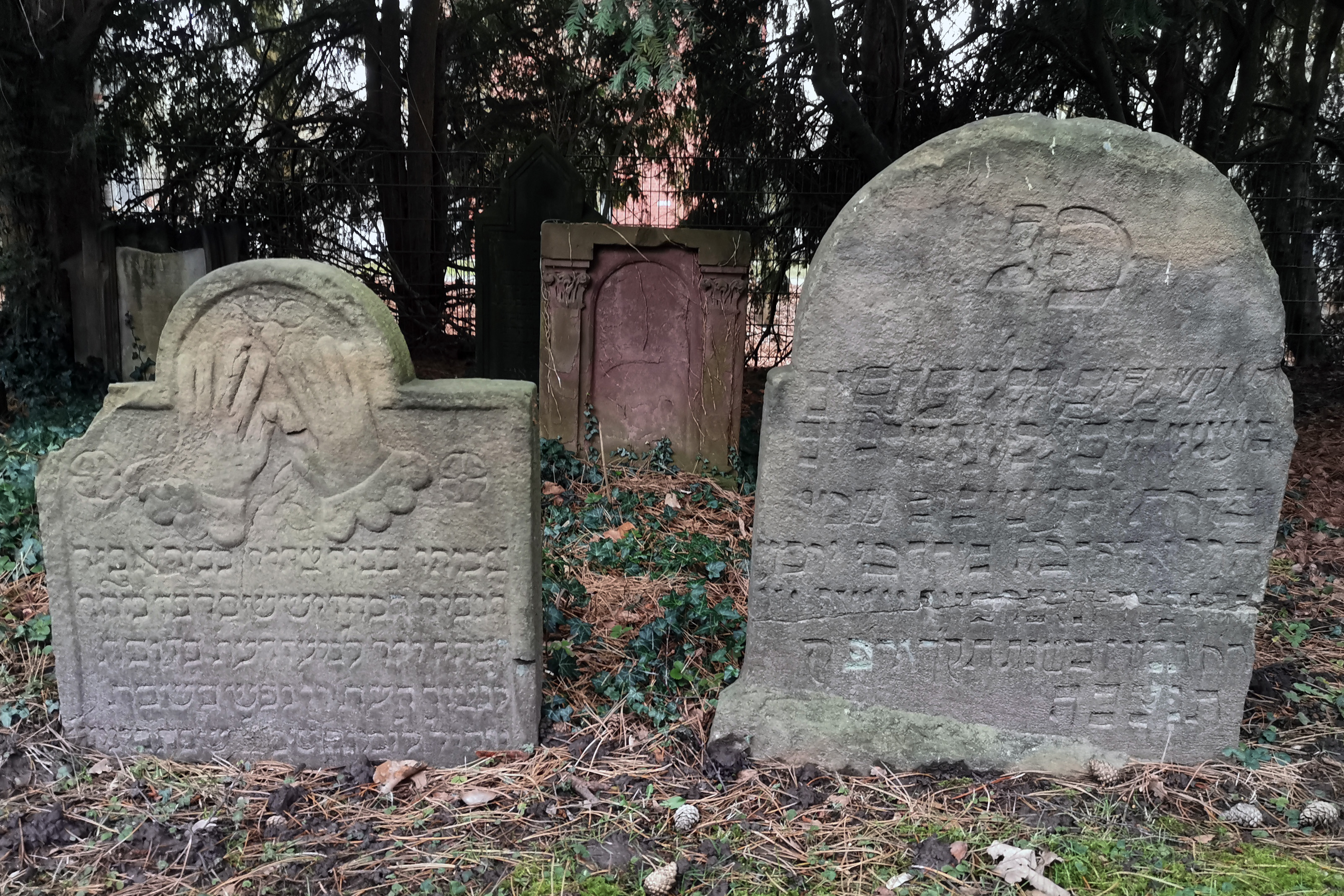
Die zwei ältesten jüdischen Grabsteine in Bochum

Der erste jüdische Friedhof in Bochum lang vor dem Buddenbergtor. Die erste urkundliche Erwähnung erfolgte 1722. Nachdem die Synagogengemeinde 1879 das Gelände verkauft hatte, wurden die Gebeine und Grabsteine auf den Neuen Friedhof überführt. An diesem Ort war bereits 1822 ein neuer jüdischer Friedhof entstanden, der bis 1884 belegt wurde. Ein zweiter jüdischer Friedhof wurde 1884 angelegt und bis 1918 benutzt. Die zwei Friedhöfen am Fuße des Lohberges wurden in der NS-Zeit verwüstet, es wird geschätzt das ein Drittel der Grabsteine zerstört wurden. Grabsteine von allen drei Friedhöfen finden sich heute auf dem Jüdischen Friedhof an der Wasserstraße.

## Geschichte

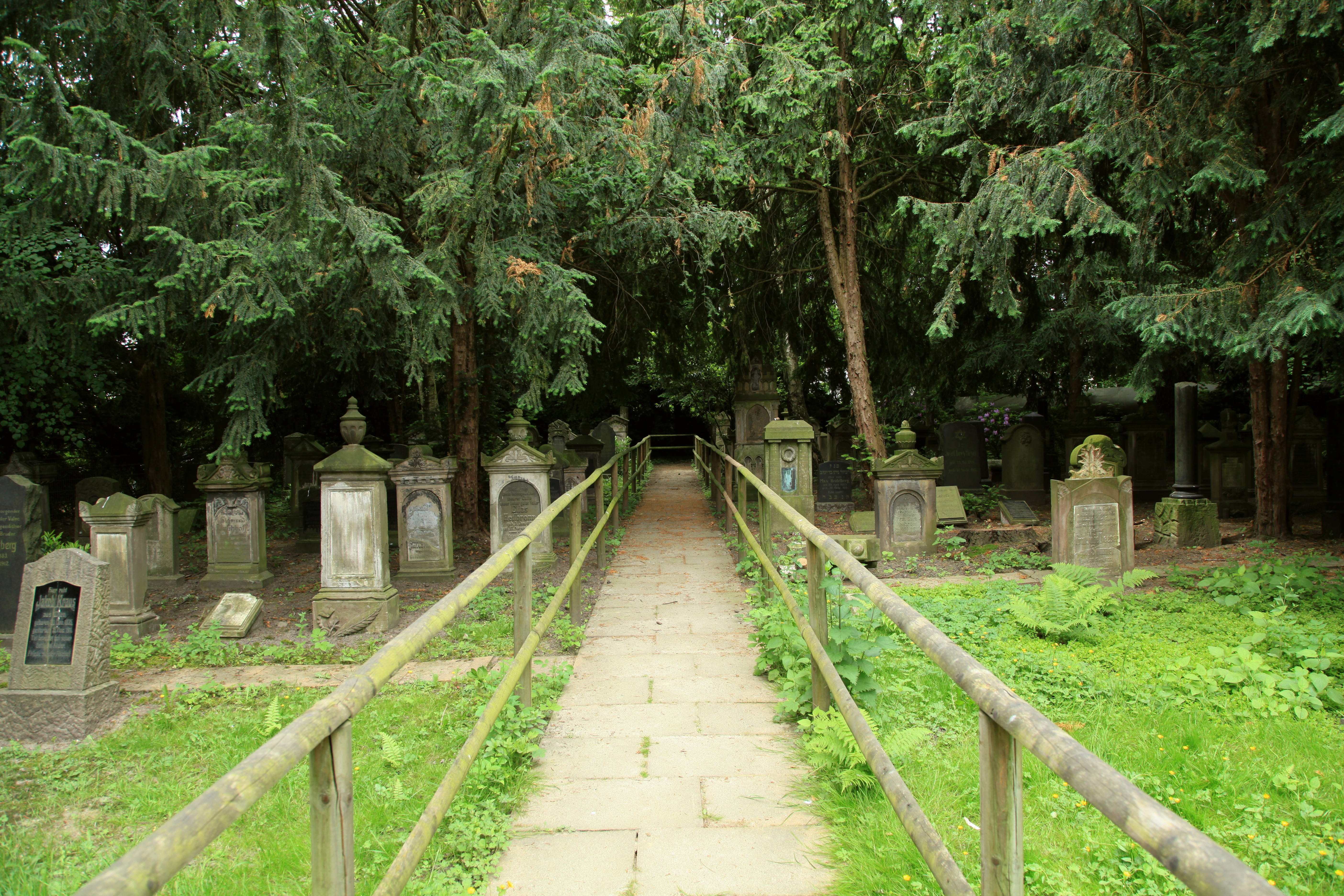
Grabfeld

Als der Platz auf dem vorherigen Friedhof sich langsam erschöpfte, beschloss die Stadt Bochum die zukünftige Begräbnisstätte in Wiemelhausen einzurichten. Die Erweiterung des Friedhofs war ohnehin schon geplant und erfolgte 1917. Neben der Zusage eines Kaufrechtes in Falle einer Auflassung, wurde der jüdischen Gemeinde eine Leichenhalle und eine Brunnenanlage zugesagt. Die Gemeinde sollte sich zur Hälfte beteiligen. Die ersten Bestattungen auf dem neuen jüdischen Friedhof fanden am 18. Januar 1918 statt. Er diente seitdem „als Zentralfriedhof für die israelitischen Mitbürger“.
Die Trauerhalle im Stil des Backsteinexpressionismus konnte erst 1928 gebaut werden. Der Bauherr war das Stadtbauamt Bochum, der Architekt Theodor Sohm. Die Einweihungsfeier fand am 28. Oktober 1928 statt. Die Trauerhalle überstand die Pogromnacht 1938 und die NS-Zeit unbeschadet. Zur Erinnerung an den Bochumer Rabbiner Dr. Moritz David, von 1901 bis 1936 im Amt, wurde an der Halle im Jahr 1959 eine Tafel angebracht.
Während in der NS-Zeit seit November 1938 jüdische Friedhöfe gezielt geschändet wurden, so auch in Bochum, traf es den Friedhof an der Wasserstraße weniger hart. Wahrscheinlich trug sein abgelegener und unauffälliger Standort dazu bei. Auch durch den Einsatz von Bernhard Haltern, den Friedhofsverwalter von 1929 bis 1957, konnte der Friedhof geschützt werden. Obwohl er selbst Mitglied der NSDAP war, nutzte er seine Position als „Hilfspolizeibeamter“ für städtische Grünanlagen und Friedhöfe, um den Friedhof vor einer Verwüstung zu schützen. Motivation war sein Gespür für Recht und Unrecht und die Achtung von der Würde aller Menschen, auch im Tode. Während seines Kriegseinsatzes übernahm seine Ehefrau die Aufgabe weiter.

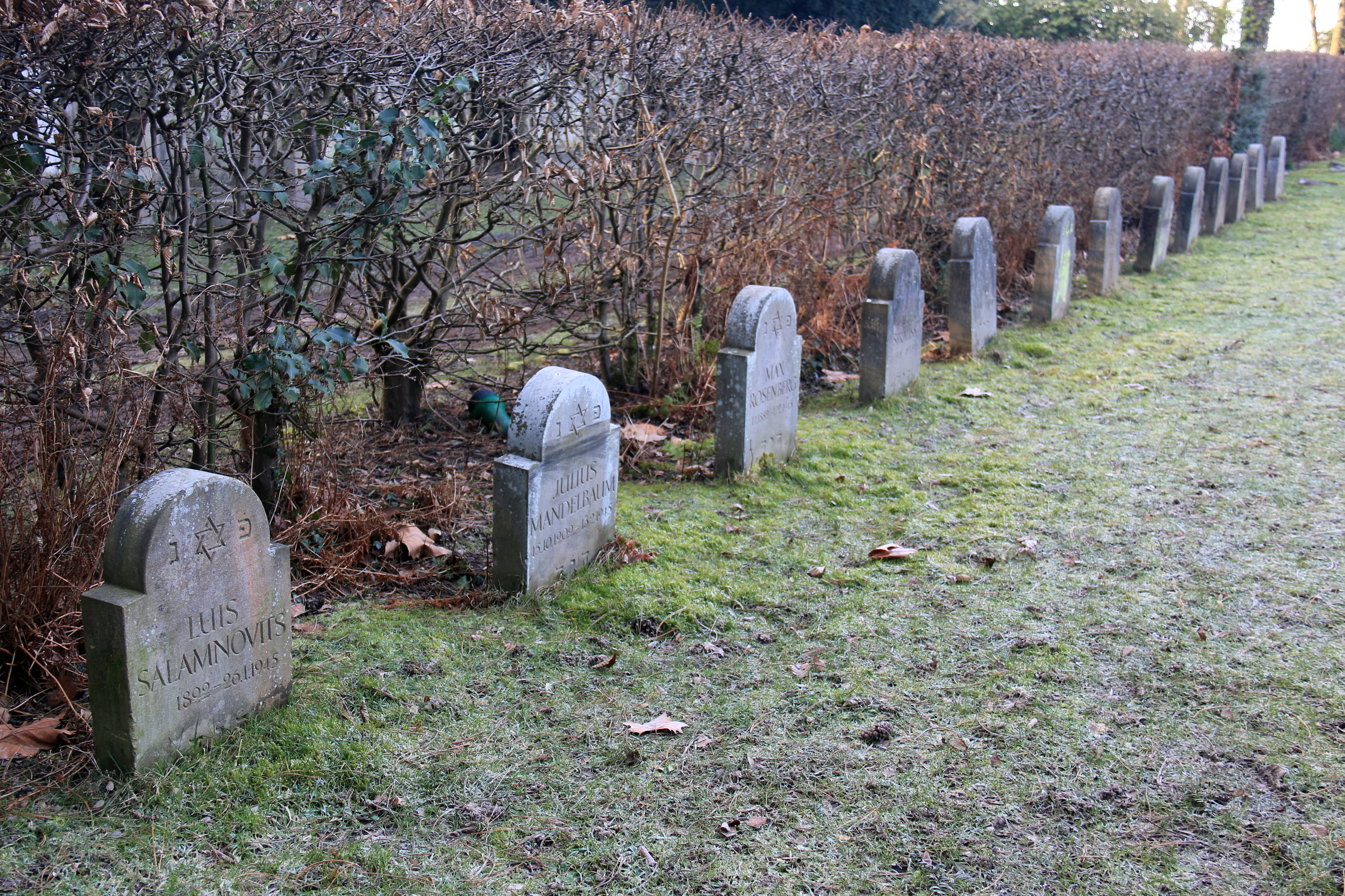
Grabsteine von jüdischen Opfern der NS-Zeit

52 Opfern der Zwangsarbeit im KZ-Außenkommando Brüllstraße des Bochumer Vereins, einem Rüstungsbetrieb, wurden hier beigesetzt. Die für sie errichteten Grabsteine (Feld V, 2 Reihen) wurden erst 1966 oder später aufgestellt. Weiterhin sind hier 2 Urnen von Opfern aus dem KZ Oranienburg und dem KZ Dachau bestattet.

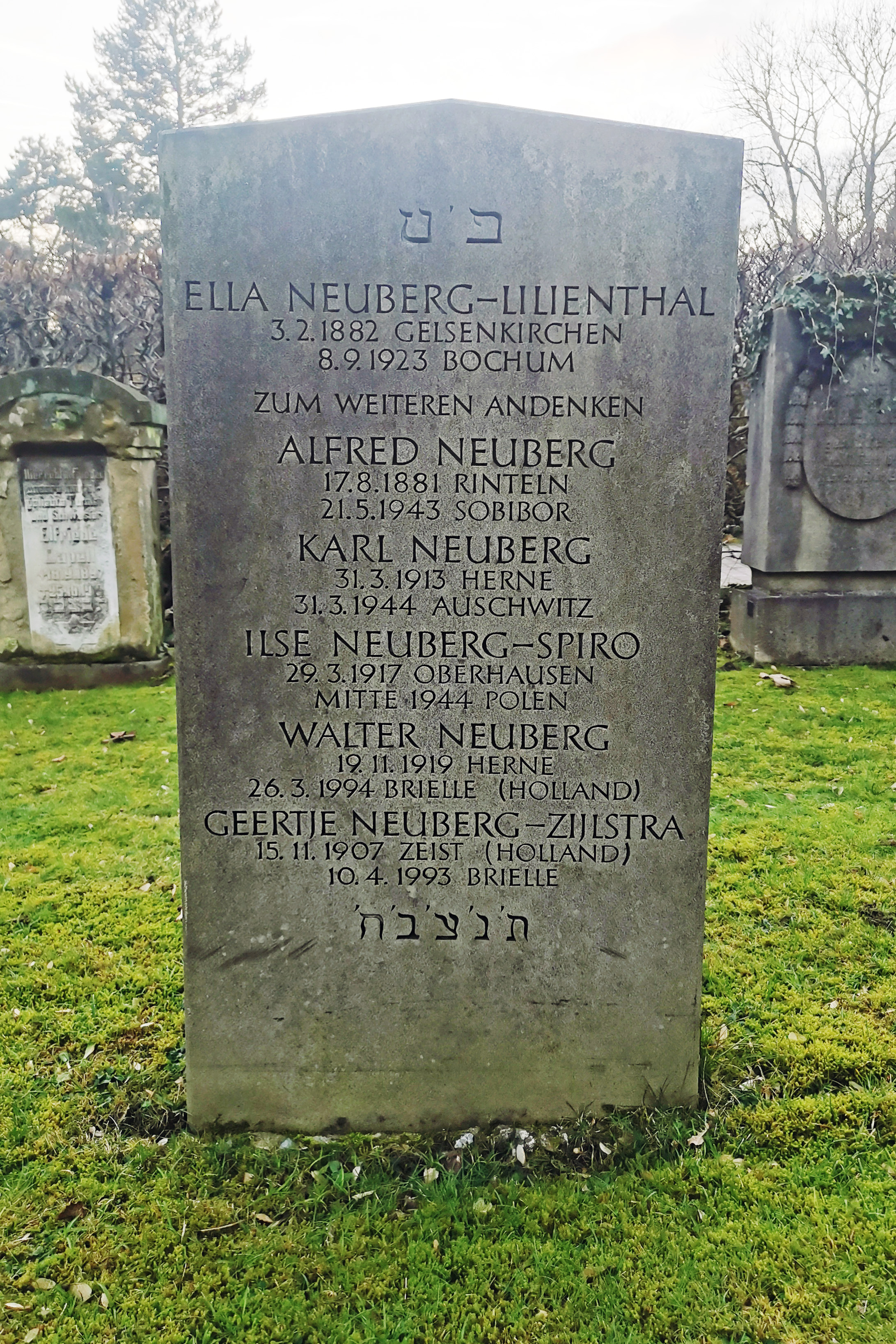
Grabstein der Familie Neuberg

Neben den meist aus der Fremde verschleppten Zwangsarbeitern finden sich auch Hinweise auf Bochumer Opfer der Shoah auf den Friedhof. So erinnert der Grabstein von Ella Neunberg-Lilienthal von 1923 nicht nur an sie, sondern auch an drei Mitglieder der Familie, die in KZs umkamen.
Die zwei alten Friedhöfe am Lohberg standen, wie auch andere Grabstätten des dort liegenden ehemaligen städtischen Friedhofs, dem Wiederaufbau im Weg. Durch den Neubau des Bochumer Hauptbahnhofs wurden neue Gleise auf Teilen der Fläche der Friedhöfe gelegt. Im Jahre 1954 wurden Gräber, welche nicht in der NS-Zeit verwüstet waren, zu diesem Friedhof umgebettet.
Von den alten Grabsteinen des Buddenbergfriedhofs sind nur noch zwei Steine erhalten, die des Aaron Marcus, der 1766 starb, und der des Issachar Isaak, dessen Datumszeile fehlt. Von dem älteren jüdischen Friedhof am Lohberg sind noch 51 Grabsteine erhalten. Der älteste ist der des Salomon Herz, welcher am 25. Oktober 1832 starb. Auf dem neuen jüdischen Friedhof, der sich im kommunalen Besitz befand, wurde am  2. Juli 1884 Emilie Stern bestattet, ihr Grabstein ist noch erhalten. Von dem jüngeren Friedhof überstanden 32 Grabsteine die Umsetztaktion nicht.
Der historische Teil des Friedhofs wurde mit seinen Gräberfeldern, Brunnen und Trauerhalle 2001 als Baudenkmal unter der Nummer A 529 eingetragen.

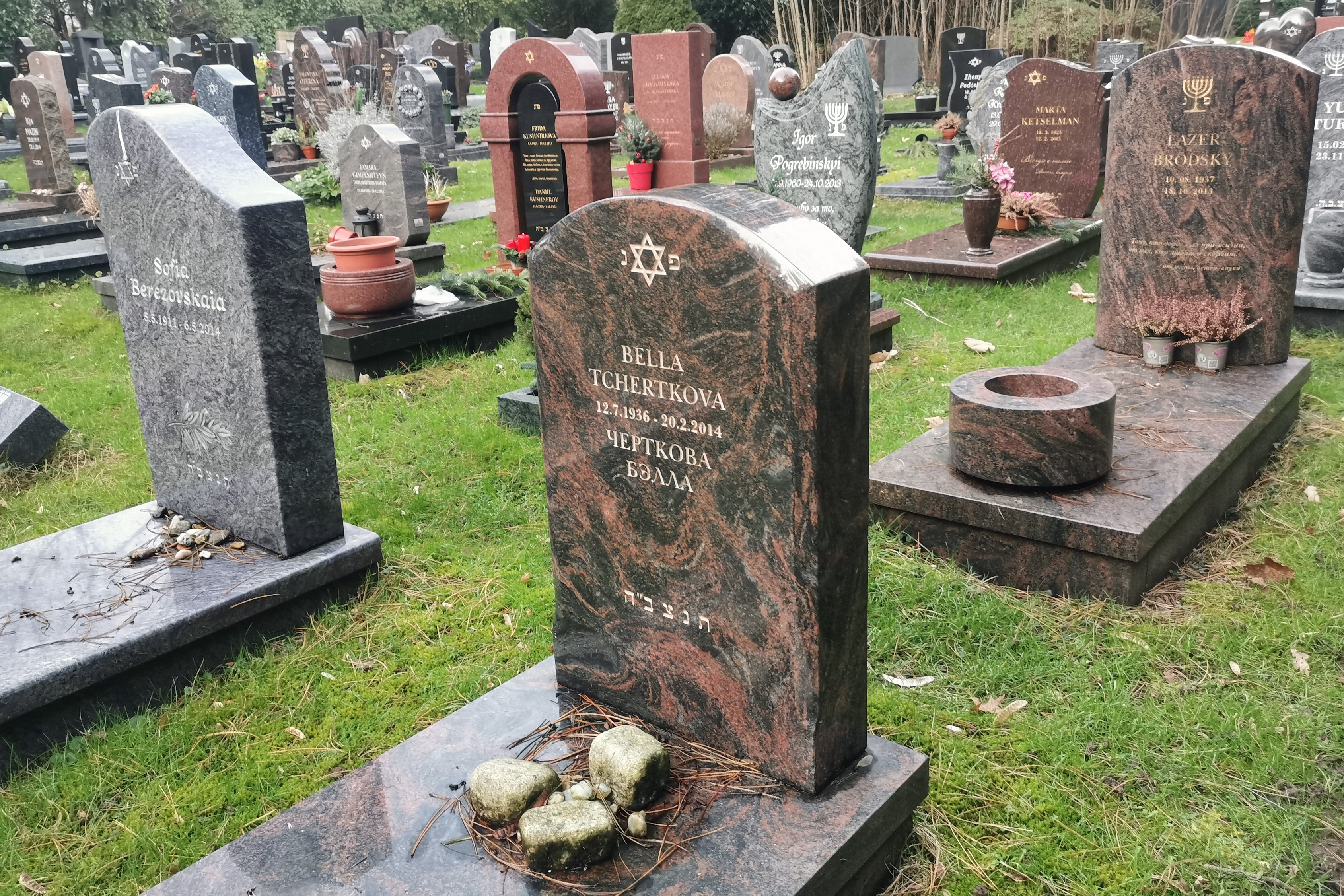
Neue Gräber von Juden aus den GUS-Staaten

Seit dem Jahr 1990 kam es in Deutschland zu einer großen Zuwanderung von Juden aus der ehemaligen UdSSR. Die Kultusgemeinde Bochum-Herne-Recklinghausen erfuhr in diesen Rahmen einen sehr großen Zuwachs. Diese neuen Gemeindemitglieder wurden auch auf dem Friedhof begraben.
Waren im Jahr 1997 noch große Teile der Gräberfelder W und X nicht belegt, sind sie nun komplett belegt. An vielen der Grabsteine kann man anhand des Namens, der teils kyrillischen Inschrift und anderer Details die Herkunft aus den ehemaligen GUS-Staaten der hier zur letzten Ruhe gebetteten Personen erkenne.
Die heutige Fläche dieses Friedhofsteil ist 0,9 Hektar.

## Neuer Friedhof in Altenbochum
Da jüdische Gräber ein Ewigkeitsrecht haben, sie also nicht neu belegt werden, war es absehbar war, dass kein Raum für weitere Bestattungen ist. 2011 wurde der jüdischen Gemeinde durch die Stadt Bochum ein Teil des im Osten des Geländes des Hauptfriedhofs zur Verfügung gestellt. Die Fläche ist für einen symbolischen Euro überlassen worden. Inzwischen finden dort die Bestattungen statt, eine neue Trauerhalle ist von der jüdischen Gemeinde eingerichtete worden.
Die Fläche des neuen Begräbnisfeldes ist ca. 1,5 Hektar.